# Pancorius hainanensis
Pancorius hainanensis är en spindelart som beskrevs av Song D., Chai I. 1991. Pancorius hainanensis ingår i släktet Pancorius och familjen hoppspindlar. Inga underarter finns listade i Catalogue of Life.